# Slovenia ai XXII Giochi olimpici invernali
La Slovenia ha partecipato ai XXII Giochi olimpici invernali di Soči, che si sono svolti dal 7 al 23 febbraio 2014, con una delegazione di 66 atleti.

## Medaglie
| Sport             | Oro | Argento | Bronzo | Totale |
| ----------------- | --- | ------- | ------ | ------ |
| Sci alpino        | 1   | 0       | 0      | 1      |
| Salto con gli sci | 0   | 1       | 0      | 1      |
| Totale            | 1   | 1       | 0      | 2      |

| Medaglia | Nome        | Sport             | Evento                      |
| -------- | ----------- | ----------------- | --------------------------- |
| Oro      | Tina Maze   | Sci alpino        | Discesa libera femminile    |
| Argento  | Peter Prevc | Salto con gli sci | Trampolino normale maschile |